# Mitú (kommun)
Mitú är en kommun i Colombia.   Den ligger i departementet Vaupés, i den sydöstra delen av landet, 600 km sydost om huvudstaden Bogotá. Antalet invånare är 28 382.